# Stelis ruprechtiana
Stelis ruprechtiana är en orkidéart som beskrevs av Heinrich Gustav Reichenbach. Stelis ruprechtiana ingår i släktet Stelis och familjen orkidéer. Inga underarter finns listade i Catalogue of Life.